# (4498) Shinkoyama
(4498) Shinkoyama est un astéroïde de la ceinture principale.

## Description
(4498) Shinkoyama est un astéroïde de la ceinture principale. Il fut découvert le 5 janvier 1989 à Geisei par Tsutomu Seki. Il présente une orbite caractérisée par un demi-grand axe de 3,01 UA, une excentricité de 0,12 et une inclinaison de 8,9° par rapport à l'écliptique.

## Compléments